# Rise of the Footsoldier – Origins
Rise of the Footsoldier – Origins ist ein britisches Filmdrama von Nick Nevern aus dem Jahr 2021 und nach Rise of the Footsoldier: Marbella aus dem Jahr 2019 der fünfte Teil der Rise of the Footsoldier-Filmreihe.

## Handlung
Der Kriegsveteran Anthony „Tony“ Tucker beginnt im Jahr 1988 in einem angesagten Nachtclub im Osten Londons eine Karriere als Türsteher und wird in der Szene schnell zu einem gefragten Mann in Essex. Darüber hinaus beginnt er mit dem Kleinkriminellen Craig Rolfe örtliche Drogendealer auszurauben und steigt später mit dem Gangster Patrick „Pat“ Tate selbst ins Drogengeschäft ein. Durch einen exzessiven Drogenkonsum werden sie jedoch leichtfertig und unberechenbar. So verprellt Tucker schlussendlich seine Geschäftspartner und gerät in finanzielle Not.
Tucker erhofft sich bei einem letzten Coup an Geld zu kommen, es in Ecstasy zu reinvestieren und sich nach Southend-on-Sea absetzen zu können. Als seine Pläne fehlschlagen, beschließt er sein Leben neu zu ordnen und sich selbst wieder in Form zu bringen, woraufhin er sich wieder im Fitnessstudio einfindet und dort den Türsteher Carlton Leach kennenlernt.

## Besetzung und Synchronisation
Die deutsche Synchronisation des Films entstand unter der Dialogregie von Henning Gehrke und Philipp Kaase nach einem Dialogbuch von Henning Gehrke durch die Synchronfirma Creative Sounds Germany.
| Figur                   | Darsteller       | Deutscher Sprecher  |
| ----------------------- | ---------------- | ------------------- |
| Anthony „Tony“ Tucker   | Terry Stone      | Phil Daub           |
| Craig Rolfe             | Roland Manookian | Michael Borgard     |
| Joey Waller             | George Russo     | Sebastian Schlemmer |
| Patrick „Pat“ Tate      | Craig Fairbrass  | Dirk Hardegen       |
| Dave Simms              | Keith Allen      | Olaf Reitz          |
| Bernard O’Mahoney       | Vinnie Jones     | Andreas Meese       |
| Kenny                   | Josh Myers       |                     |
| Jacko                   | Sam Gittins      |                     |
| Lucy                    | Rachel Warren    | Fabienne Hesse      |
| Michael „Mickey“ Steele | Billy Murray     |                     |

## Hintergrund
Im Januar 2020 wurde bekannt, dass im Auftrag von Signature Entertainment unter dem Arbeitstitel Footsoldier Millennium ein Reboot mit neuer Besetzung in Planung sei. Diese Pläne wurden jedoch verworfen und die Dreharbeiten zu einem fünften Teil fanden ab Oktober des Jahres 2020 in Großbritannien in Essex und Berkshire statt.
Der Film startete im Vertrieb von Signature Entertainment ab dem 3. September 2021 in den britischen Kinos und wurde in Deutschland ab dem 14. April 2022 durch den Vertrieb von Busch Media Group direkt auf DVD, Blu-ray Disc und Video-on-Demand veröffentlicht.